# Firefly (compagnie aérienne)
Pour les articles homonymes, voir Firefly.
Your community Airline
Firefly est une compagnie aérienne à bas coût malaisienne, filiale de Malaysia Airlines, la compagnie nationale. Sa base est l'aéroport Sultan Abdul Aziz Shah à Subang Jaya, dans l'État de Selangor près de la capitale Kuala Lumpur..

## Histoire
Firefly, surnommée la compagnie aérienne communautaire, effectue son vol inaugural le 2 avril 2007 entre Subang Jaya et Penang, l’objectif affiché étant de desservir des destinations financièrement non viables pour sa maison-mère. Elle se pose d’abord à Langkawi, Kota Bharu, Kuantan et Kuala Terengganu, mai sune semaine plus tard dessert deux villes en Thaïlande, Phuket et Koh Samui. . In addition, the airline will offer daily services between Penang and the two cities of Phuket and Koh Samui in Thailand effective 13 April 2007.
La flotte est initialement composée de Fokker F50 (deux lors du lancement de la compagnie, puis un appareil livré en octobre 2007) pouvant transporter 50 passagers. Ces appareils sont retirés de la flotte en décembre 2008, remplacés par des ATR 72-500 dont la maison-mère Malaysia Airlines a commandé dix exemplaires plus dix autres en option.
En janvier 2011, Firefly commence à opérer des Boeing 737-800, dont elle espère acquérir jusqu’à 30 exemplaires avant 2015, depuis l’aéroport de Kuala Lumpur. Mais le projet est abandonné, et certaines routes desservies par les Boeing aussi (Kuching – Johor Bahru par exemple), d’autres étant transférées à sa maison-mère. Firefly annonce en août qu’elle n’opèrera plus que des ATR. 
En janvier 2012, Malaysia Airlines confirme une commande de vingt ATR 72-600 plus seize en options, destinés à Firefly et à la filiale de Bornéo MASwings; le premier lui est livré en juillet.

## Destinations
En juillet 2013, Fireflu dessert moins d'une vingtaine de villes.

## Flotte

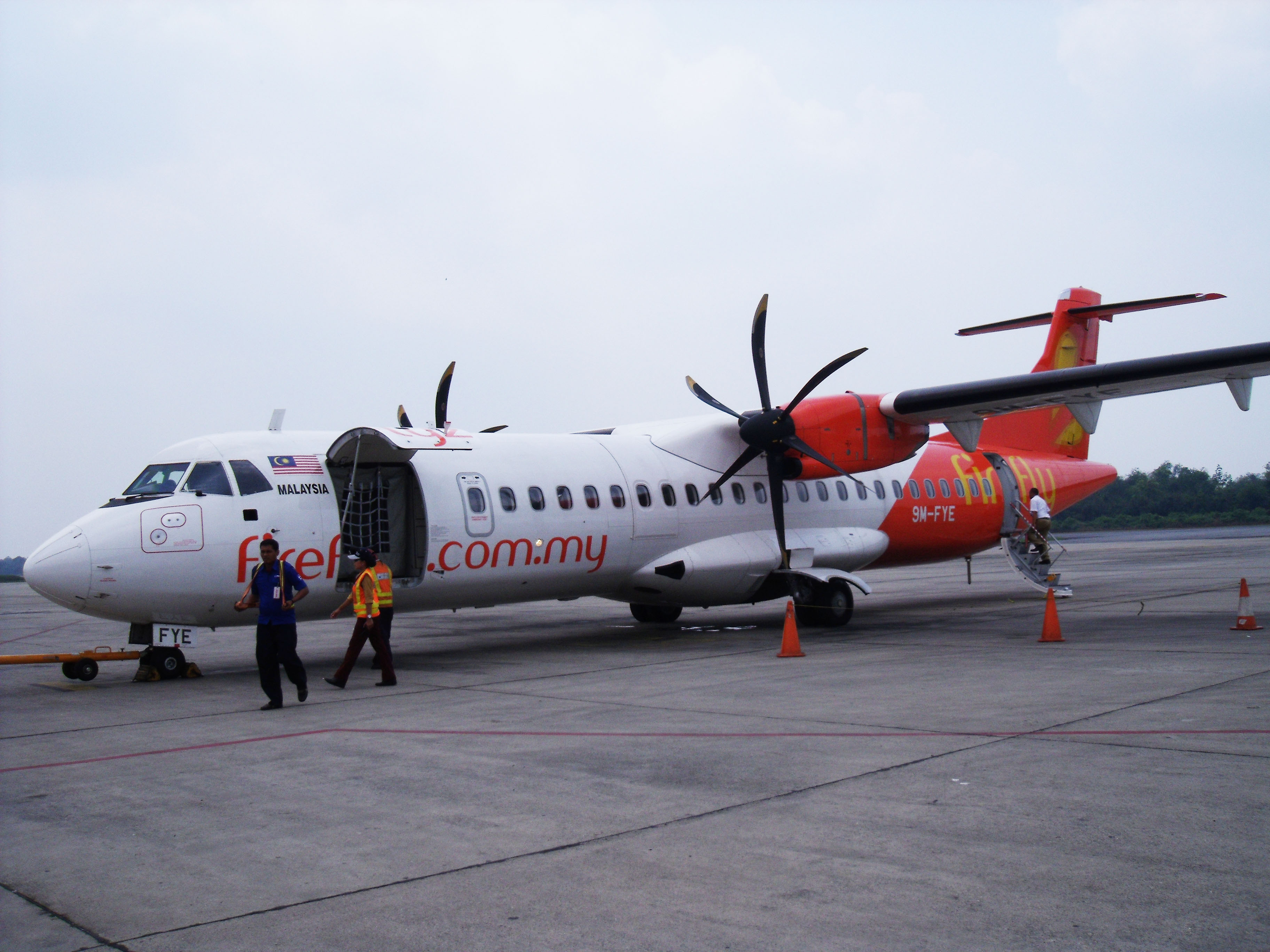
Un ATR72-500 de Firefly sur l'aéroport de Pekanbaru en Indonésie

En octobre 2020, la flotte de Firefly consiste en :
Firefly a également opéré des ATR 72-600 jusqu'à 2020.